# SJ Rm
De Rm is een elektrische locomotief bestemd voor het goederenvervoer van de Statens Järnvägar (SJ). Na de verzelfstandigin van SJ in 2001 zijn de reeks overgevoerd naar Green Cargo.

## Geschiedenis
De locomotieven werden ontwikkeld en gebouwd door Nydqvist & Holm AB (NOHAB) en de elektrische installatie gebouwd door Allmänna Svenska Elektriska Aktiebolaget (ASEA).
Deze locomotieven zijn afgeleid van de serie Rc.
In eerste instantie deden deze locomotieven dienst op de spoorlijn tussen Luleå en Narvik voor het vervoer van ijzererts.

## Constructie en techniek
De locomotief heeft een stalen frame. De locomotief staat op twee draaistellen met twee assen met op iedere as een motor.

### Nummers
De locomotieven werden door de Statens Järnvägar (SJ) als volgt genummerd:
| Lijst van de Rm |          |            |             |
| Nummer          | Eigenaar | UIC nummer | Opmerkingen |
| 1257 - 1262     | SJ       |            |             |

## Treindiensten
De locomotieven werden door de Statens Järnvägar (SJ) ingezet voor onder meer het goederenvervoer van uit het steunpunt:
- Malmö: